# Conocybe sulcatipes
Conocybe sulcatipes är en svampart som först beskrevs av Peck, och fick sitt nu gällande namn av Robert Kühner 1935. Conocybe sulcatipes ingår i släktet Conocybe och familjen Bolbitiaceae.   Inga underarter finns listade i Catalogue of Life.